# Margreet Spoelstra
Margreet Spoelstra (Vrouwenpolder, 1952) is een Nederlands dichter.

## Biografie
Spoelstra volgde een opleiding aan de Sociale Academie en werd maatschappelijk werkster. In 1985 startte ze met de opleiding theologie. Nadat ze een periode werkzaam was als pastor in de oecumenische basisgemeente "Jonge Kerk" in Roermond, werd ze geestelijk verzorger in de gezondheidszorg. Vanaf 1992 is zij als dichteres actief.
Het werk van Spoelstra wordt gekarakteriseerd als muzikaal. "Veel van haar gedichten zijn bijna liederen", aldus de recensent Hans Hamburger in Meander. In 2003 verscheen de CD Zomerregen met teksten van onder anderen de dichteressen M. Vasalis, Judith Herzberg en Ida Gerhardt en met een tekst van Spoelstra Beth, een huis voor onderweg. Teksten van Spoelstra zijn ook opgenomen in Zingenderwijs (2005), een bundel nieuwe teksten op bestaande religieuze melodieën met bijdragen van onder meer Huub Oosterhuis.

## Prijzen
- De Raadselige Roos, Literair Café Venray, met het gedicht Seizoenen (januari 2000)

- Nederlandse Thesaurus van Auteursnamen: 148598692
- Virtual International Authority File: 284096992